# The Alarm
The Alarm — валлійський рок-гурт, заснований 1981 року в Рілі.
Гурт засновано 1981 року у Вельсі під назвою Seventeen. До першого складу увійшли Майк Пітерс (гітара), Девід Шарп (вокал, гітара), Едді Макдоналд (бас-гітара) та Найджел Твіст (барабани). Вони виконували попмузику, а після запису пісні «Alarm Alarm» вирішили змінити назву на Alarm. Музичний стиль гурту також змінився, став ближчим до рок-музики у виконанні U2 та Clash.
Першим хітом гурту стала пісня «68 Guns», видана 1983 року. Протягом наступних років популярність здобули пісні «Where Were You Hiding When the Storm Broke» та «The Bells of Rhymney» (кавер-версія Піта Сігера). Протягом 1980-х років гурт видав низку альбомів та мініальбомів на лейблі I.R.S.: The Alarm (1983), Declaration (1984), Strength (1985), Eye of the Hurrican (1987), Electric Folklore Live (1988), Change (1989), Raw (1991).
На початку 1990-х років Майк Пітерс розпочав сольну кар'єру. Він відновив Alarm 2001 року, щоб провести концертне турне на честь 20-річчя гурту. Окрім цього, 2004 року Пітерс випустив оновлену версію пісні «68 Guns» під псевдонімом Poppy Fields, яка знову повернулася до британських чартів. Також протягом 2000-х років вийшли альбоми Alarm Acoustic Standards (2002), In the Poppy Fields (2004) та Under Attack (2006). 